# Canal de la Torreta
La Canal de la Torreta és una canal del terme municipal de Conca de Dalt, a l'antic terme d'Hortoneda de la Conca, al Pallars Jussà, en territori que havia estat de l'antiga caseria dels Masos de la Coma.
Està situada a llevant dels Masos de la Coma, a l'extrem oriental de la Coma d'Orient. És a llevant de la Canal de la Llenasca, a migdia de la Canal de la Basseta i al nord de los Canemassos.